# Gano di Fazio
Gano di Fazio ou Gano da Siena (avant 1270 - 1317) est un sculpteur italien gothique, documenté à Sienne entre 1302 et 1318.
Il est considéré comme l'un des fondateurs de l'école siennoise de sculpture (aux côtés de Goro di Gregorio et Giovanni d'Agostino), et au cœur, avec Marco Romano (it), de l'alternative « antigiovanesque » (antigiovanneo),, dénommée selon l'opposition que son style classique et sobre fait au style gothique passionné de Giovanni Pisano.

## Biographie
Un ensemble de documents des archives d'État de Sienne nous donnent quelques renseignements  supplémentaires sur sa vie, autres que sa présence à Casole d'Elsa en 1303-1305 : 
- le 23 mai 1302, il achète des terres à Sienne,
- vers 1303-1305, il exécute et signe le tombeau de Tommaso Andrei à Casole d'Elsa,
- de 1311 à 1316, Gano paie l'impôt en tant que contribuable de la ville de Sienne,
- et le 8 septembre 1316, il est qualifié de propriétaire d'un terrain à Sienne évalué à 283 lires ?.

Le sculpteur a dû mourir en 1317 car en début d'année 1318 ses filles Agnese et Ganuccia sont déclarées « héritières de Gano, maître-sculpteur ». D'autre part, ses filles devant a priori être adultes pour être considérées comme possibles héritières, cela suggère que Gano serait né avant 1270. 
La famille Fazio Ancienne et très noble famille de Gênes et de Pavie passée dans le royaume de Sicile appelé Fazio, Facio ou di Fazio s'est répandue, au cours des siècles, dans différentes régions d'Italie. 

## Œuvre
Son corpus a été établi à partir de son unique œuvre signée : le monument funéraire de Tommaso Andrei.

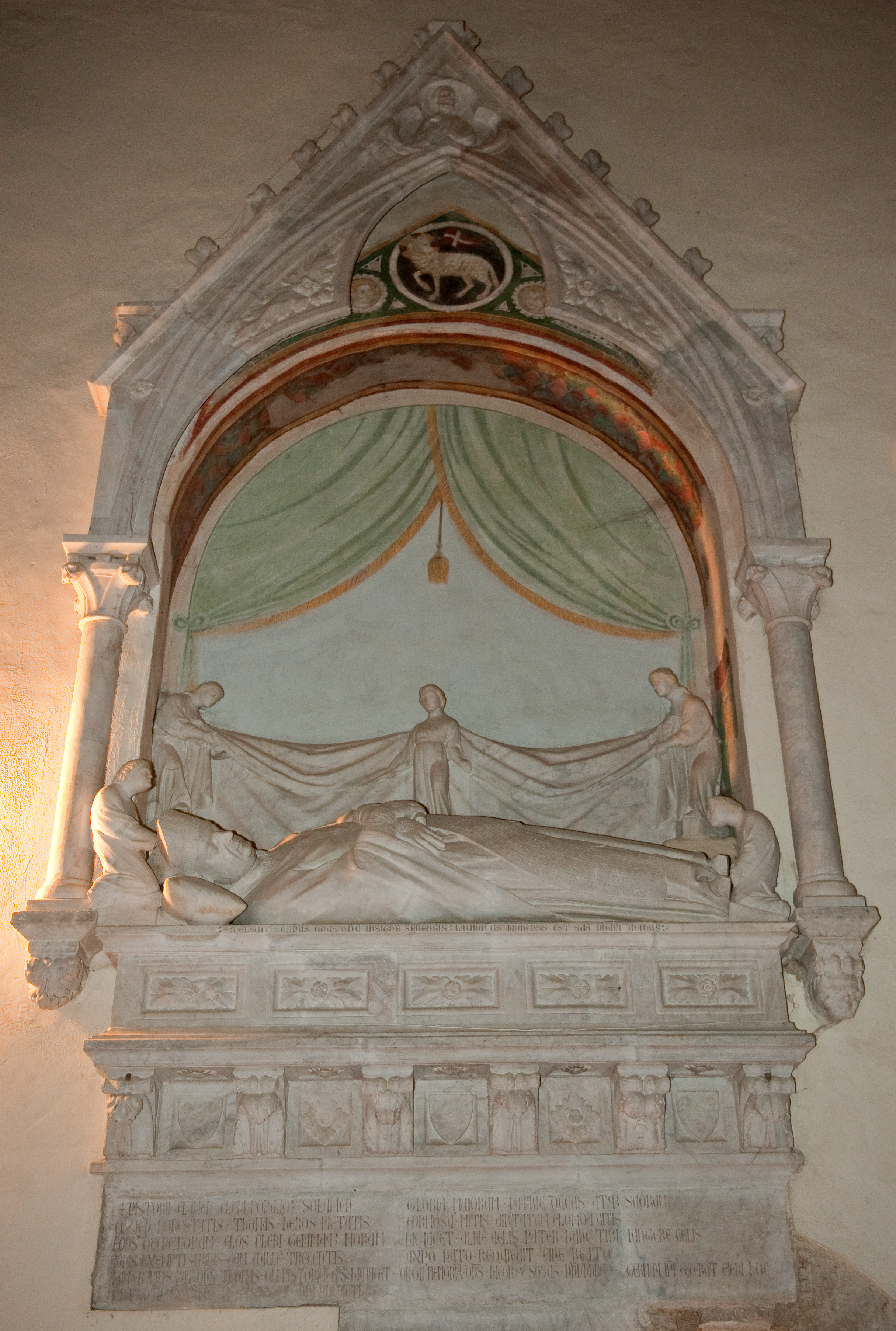
Tombeau de Tommaso Andrei
(vers 1303-1305),
Collegiata di Santa Maria Assunta,
Casole d'Elsa

Si sa formation s'est probablement déroulée sur le chantier de la cathédrale de Sienne sous la direction de Giovanni Pisano (v. 1245 - 1318), maître-maçon du chantier de 1285 à 1296, son premier style (1290-1310 environ) se caractérise principalement par l'influence de Nicola Pisano et Arnolfo di Cambio : des traits nets, peu nombreux, visent à l'essentiel, délimitant des formes compactes et simplifiées. Gano semble donc ne pas tenir compte du style complexe et tourmentée de Pisano, au point de le qualifier d'« antigiovanesque ».

### Monument funéraire de Ranieri degli Ubertini (vers 1296-1300)

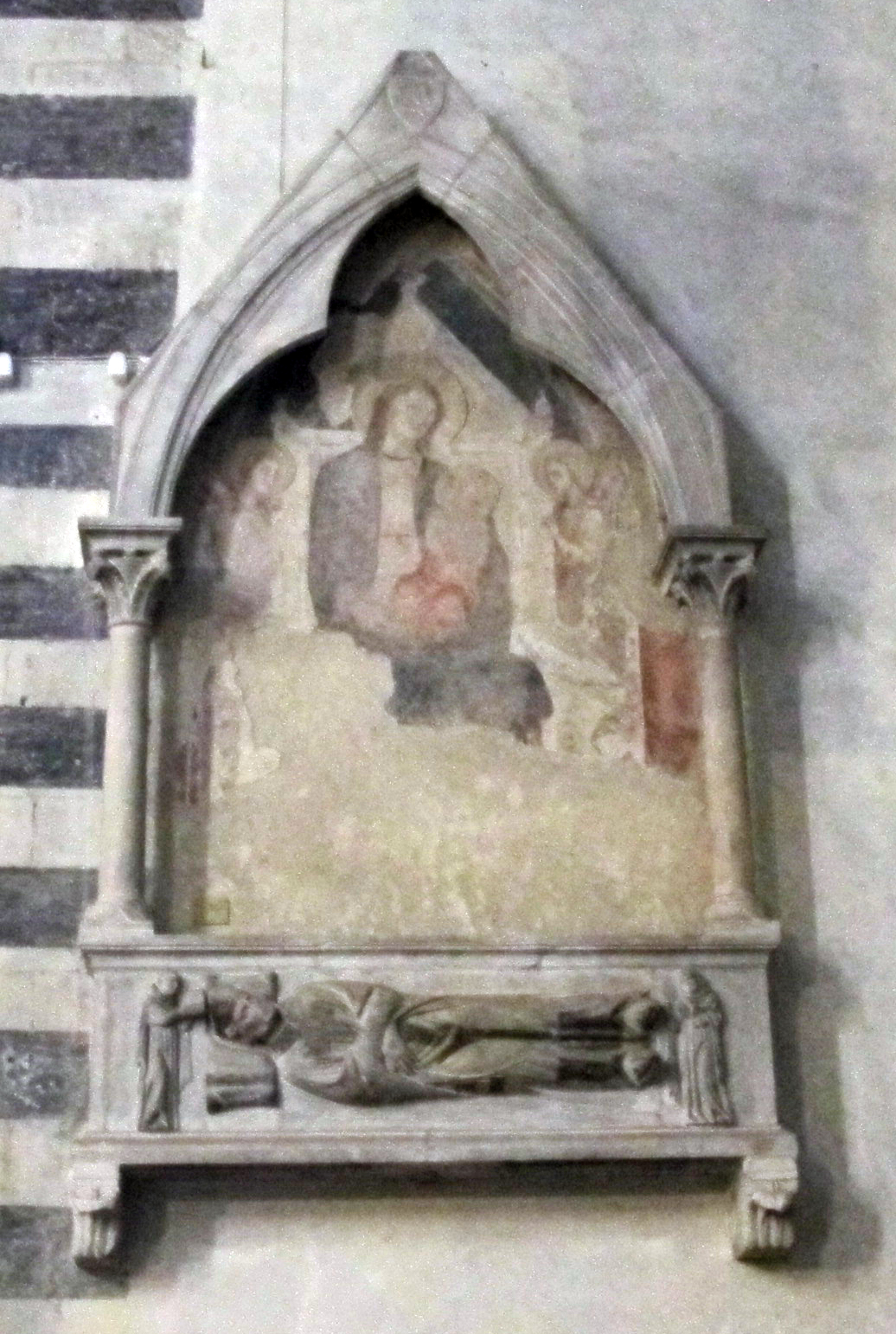
Monument funéraire de Ranieri degli Ubertini
(vers 1296-1300),
San Domenico, Arezzo

Il s'agit certainement de l'œuvre la plus ancienne de Gano parmi celles parvenues jusqu'à nous. Ranieri degli Ubertini, évêque de Volterra à partir de 1273 est mort entre 1290 et 1296,.
Attribué à Gano par Roberto Bartalini, il est l'un des premiers exemples connus de monument funéraire toscan avec gisant.

### Monument funéraire de Tommaso Andrei (vers 1303-1305)
Le tombeau de Tommaso d'Andrea/Andrei (it), évêque de Pistoia (de 1284 à sa mort en juillet 1303), situé dans la Collégiale (it) de Casole d'Elsa est signé : « CELAVIT GANUS OPUS HOC INSIGNE SENESIS: / LAUDIBUS IMMENSIS EST SUA DIGNA MANUS ». Son exécution, probablement entre 1303 et 1305, en tous cas durant la première décennie du Trecento, en fait un des plus anciens monuments funéraires toscans « suspendus » (pensile) et comprenant une effigie du défunt grandeur nature. Par ailleurs l’œuvre étonne par sa douceur, sa grâce et sa féminité - tout à l'opposé du style de Giovanni Pisano : il n'y a qu'à noter la « rondeur » des volumes indiqués seulement par de légères incises, la sérénité des traits du défunt, le rythme léger presque dansant des trois anges et du drap soulevé derrière le défunt.
Par ailleurs, une tête en marbre représentant Tommaso d'Andrea, provenant de San Tommaso a Querceto (aujourd'hui au Museo archeologico della Collegiale di Casole d'Elsa) lui a été attribuée avec certitude par Semff.  

### Monument funéraire du bienheureux Joachim Piccolomini (1310-1312)
Du monument funéraire du bienheureux Joachim Piccolomini (1258-1305), élevé vers 1310-1312, dans la basilique San Clemente in Santa Maria dei Servi, la Pinacothèque de Sienne ne conserve qu'une dalle de marbre sculptée de trois bas-reliefs représentant trois épisodes de sa vie : Le Miracle de la porte, Le Miracle de la table et enfin Le Miracle du cierge.
Bardotti a relevé les fortes analogies entre certaines scènes et la Maestà de Duccio : par exemple entre l'édifice du Miracle de la porte et celui de la Tentation du Christ au temple de la Maestà.
De la même période date un fragment de monument funéraire, un morceau de tympan figurant le Rédempteur bénissant, aujourd'hui à la  Pinacothèque de Sienne, mais provenant de la basilique San Domenico de Sienne.
Les œuvres ultérieures se caractérisent par une ouverture timide au style de Giovanni Pisano.

### Monument funéraire de sainte Marguerite de Cortone (vers 1315)
De manière controversée, mais s'appuyant sur des affinités stylistiques manifestes, les historiens d'art ont attribué à Gano un ensemble d’œuvres exécutées pour la basilique Sainte-Marguerite à Cortone où elles se situent encore : 
- le monument funéraire de Sainte Marguerite de Cortone en enfeu, comprenant plusieurs bas-reliefs  remarquables : Sainte Marguerite donnant son manteau à une pauvresse, Le Christ rassurant sainte Marguerite sur le sort de son enfant et la Mort de sainte Marguerite ;
- une série de sept bustes en marbre bas-relief représentant des saints[15];
- le Christ bénissant, situé dans la sacristie[16];
- enfin une statue de marbre représentant la Vierge à l'Enfant décorant autrefois la façade de la basilique (et aujourd'hui conservée au musée diocésain de Cortone)[15].

### Onze statues de saints et prophètes (v. 1315-1317)
Onze statues de saints et prophètes (parmi lesquels Saint Jean Baptiste, Saint Pierre, Saint François) conservées dans la crypte de la cathédrale de Massa Marittima sont considérées comme ses dernières œuvres. L'adoption limitée d'éléments de Giovanni Pisano rapproche ces œuvres de l'art de Goro di Gregorio, qui signera quelques années plus tard (1324) l'Arca di San Cerbone en cette même cathédrale.
Enzo Carli en 1990 a proposé de les attribuer à un collaborateur de Goro di Gregorio.

## Parenté de l’œuvre avec celle de Marco Romano

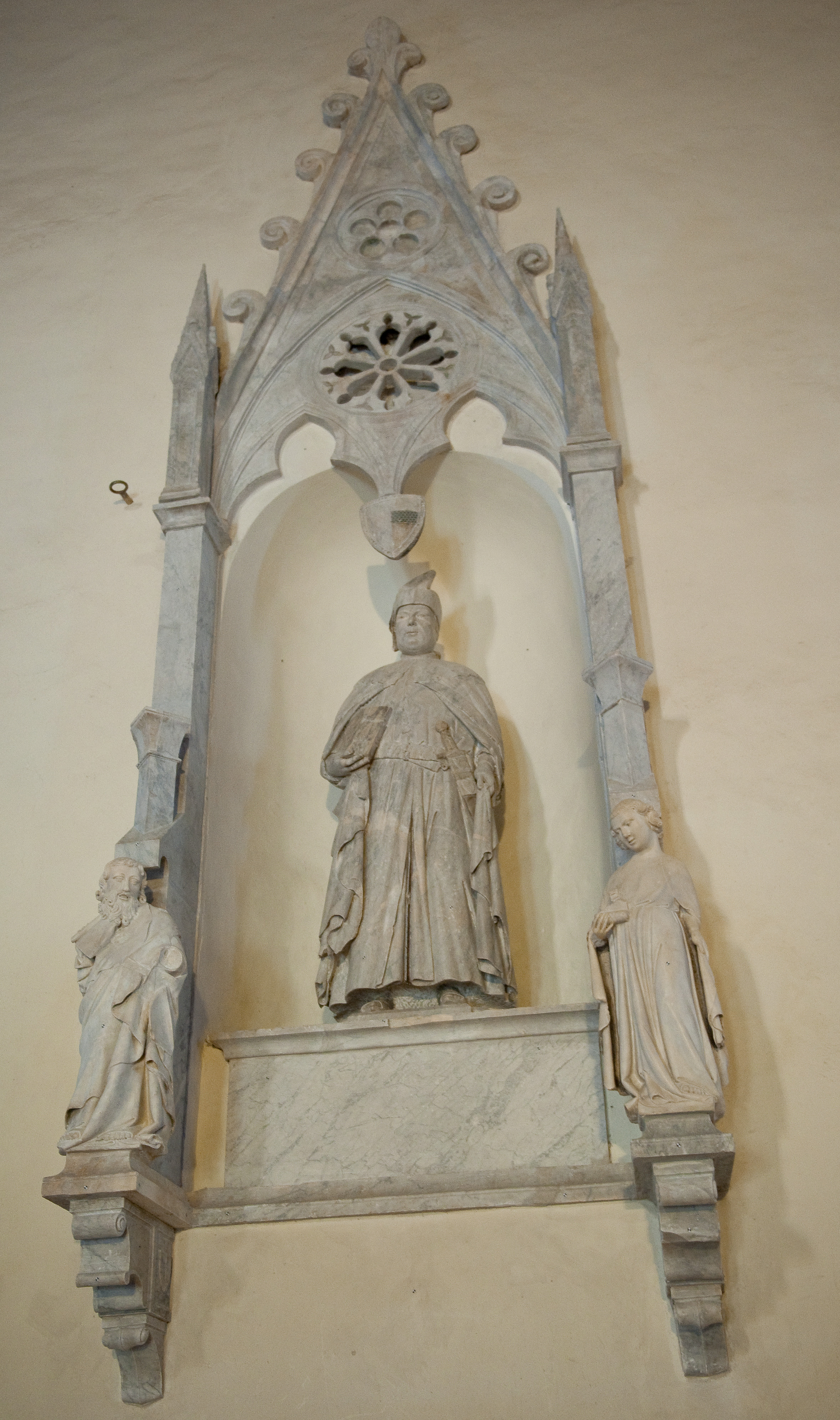
Cénotaphe de Messer Porrina

Longtemps attribué à Gano par la critique (cf. de Carli en 1942, à encore Bellosi en 1984), le cénotaphe de Beltramo di Porrina de la Collégiale de Casole d'Elsa, chef-d’œuvre de la sculpture pisane gothique par son réalisme et ses innovations iconographiques, est aujourd'hui majoritairement, attribué à Marco Romano (it).
De même, les statues monumentales de la Vierge à l'Enfant, Saint Imerio (it) et Saint Hommebon de Crémone en la cathédrale de Crémone sont, depuis Previtali, généralement considérées comme étant de Marco Romano, et non plus de Gano.
Les confusions autour de ces attributions sont dues à quelques fortes similitudes : notamment entre le visage de Beltramo et celui de Tommaso, et l'inscription du Saint Simon de Marco Romano (Église San Simeone Profeta, Venise) fait manifestement référence à celle du monument de Tommaso d'Andrea de Gano. La formation commune des deux sculpteurs sur le chantier du Dôme de Sienne constituerait la principale explication à ces similitudes.

## Liste des œuvres attribuées
- Monument funéraire de Ranieri degli Ubertini (vers 1295), San Domenico, Arezzo
- Monument funéraire de Tommaso Andrei (vers 1303-1305), Collégiale, Casole d'Elsa
- Portrait de Tommaso d'Andrea, Musée archéologique de la Collégiale,  Casole d'Elsa
- Monument funéraire du bienheureux Joachim Piccolomini (1310-1312), Pinacothèque, Sienne
- Rédempteur bénissant,  Pinacothèque, Sienne
- Monument funéraire de sainte Marguerite de Cortone (vers 1315), Basilique Sainte Marguerite, Cortone
- une série de bustes en marbre bas-relief représentant des saints, Basilique Sainte Marguerite, Cortone
- Christ bénissant, Basilique Sainte Marguerite, Cortone
- Vierge à l'Enfant, Musée diocésain, Cortone
- Sainte Marie-Madeleine ou Saint Galgano  [sic][22] (vers 1315), Staatlisches Museum, Berlin (inv. no 2955)[16]
- Anges en adoration (vers 1315), Musée Civique Amedeo Lia, La Spezia.
- Onze statues de saints et prophètes (vers 1315-1317), crypte de la cathédrale, Massa Marittima

### Autres œuvres attribuées
- Christ bénissant, Fogg Art Museum, Cambridge (Massachusetts) (inv. no 1941.135)[23]
- six statues d'Ange, dont deux dans la collection Chigi-Saracini (atelier de Gano)[18]
- statue de sainte Catherine d'Alexandrie (collection privée)[18]

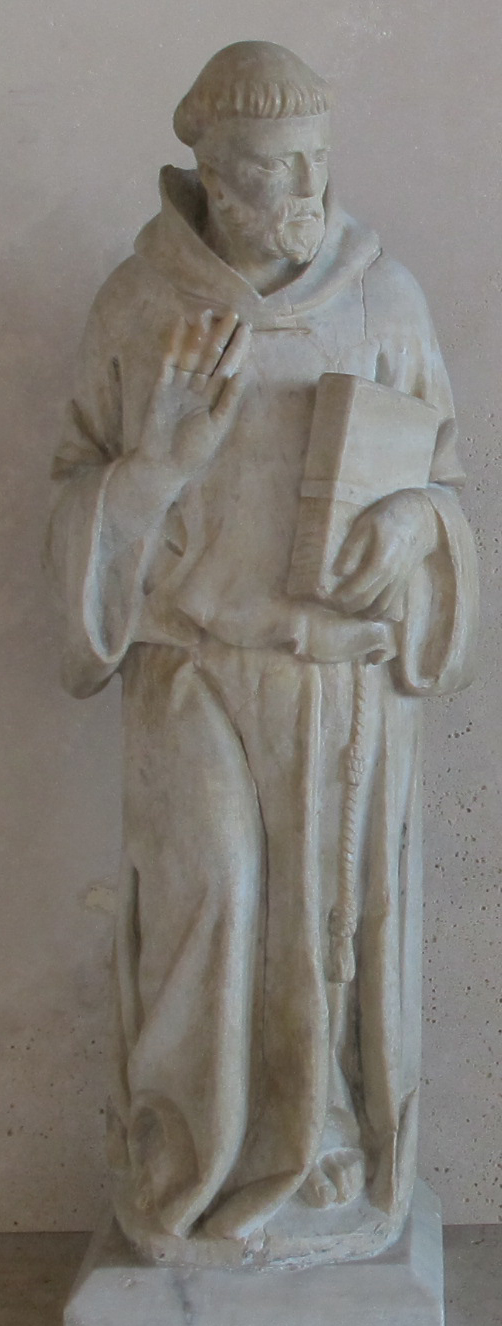
Saint François, Pinacotèque, Sienne
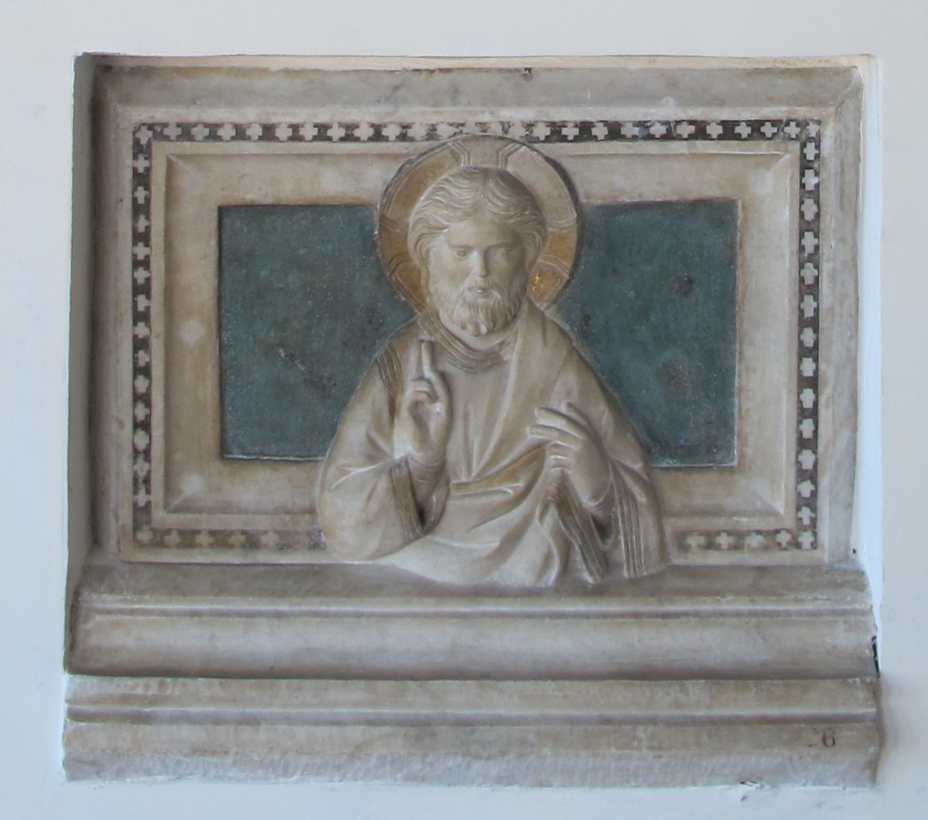
Rédempteur bénissant, Pinacothèque, Sienne